# Јицак Рабин
Јицак Рабин (хебр. יצחק רבין‎; *1. март 1922 — 4. новембар 1995) је био израелски војник и политичар.

## Биографија
Рођен је у Јерусалиму, у породици Нехемије и Розе Рабин. Његов отац је рођен као Нехемија Рубицов у насељу Сидоровичи код Иванкива (данашња Украјина). где је завршио пољопривредну школу. Јицакова мајка, Роза Коен, рођена је 1890. године у Могилеву у Белорусији. Године 1919. отпутовала је у Палестину а после рада у кибуцу на обали Галилејског мора, преселила се у Јерусалим. Рабинови родитељи су се упознали у Јерусалиму током немира 1920. године. Нехемија је постао радник Палестинске електричне корпорације, а Роса је била рачуновођа и локални активиста. Постала је члан Градског већа Тел Авива. Породица се преселила 1931. године у двособан стан у улици Хамагид у Тел Авиву. Јицак је похађао Тел Авивски „Школски дом за радничку децу“ (בית חינוך לילדי עובדים) од 1928. до 1935. године. Школа је учила децу пољопривреди као и ционизму. Рабин је углавном добијао добре оцене у школи, али је био толико стидљив да је мало људи знало да је интелигентан. Придружио се социјалистичко-ционистичком омладинском покрету ХаНоар ХаОвед. Године 1937. уписао се у двогодишњу пољопривредну школу, истицао се у бројним предметима везаним за пољопривреду, али није волео да учи енглески језик — језик британског „непријатеља“. Када је завршио школу, августа 1940. године, Рабин је размишљао да студира инжењерство наводњавања на Калифорнијском универзитету у Берклију, али је на крају одлучио да остане и бори се у Палестини.

## Војничка каријера
Рабин се борио у јеврејском Палмачу против британских власти а учествовао је и у оружаним акцијама против Вишијевске Француске у Сирији и Либану. Као Палмачници, Рабин и његови људи морали су да се притаје да не би изазвали истрагу британске администрације. Већину времена су проводили на пољопривреди, тренирајући тајно са скраћеним радним временом. За то време нису носили униформе и нису добили јавно признање. Године 1943. Рабин је преузео команду над водом у Кфар Гиладију. Обучавао је своје људе модерној тактици и како да изводе муњевите нападе. Током Првог израелско-арапског рата 1948. командовао је одбраном Јерусалима (био је први командир бригаде Харел), а у завршној фази рата водио је операције против Египћана у пустињи Негев. Рабин је био на челу израелске северне команде од 1956. до 1959. године.
Рабин је брзо напредовао у редовима израелске армије па је 1964. постао начелник главног штаба. Његове замисли о брзој мобилизацији резерве и уништењу непријатељског ваздухопловства на земљи показале су се одлучујућим у рату 1967. У данима који су претходили рату, објављено је да је Рабин доживео нервни слом и да није могао да функционише. Након ове кратке паузе, поново је преузео пуну команду над одбрамбеним снагама.

## Политичка каријера
Годину дана након рата окончао је војну каријеру и преузео место амбасадора у САД. Године 1973. ушао је у политику - постављен је за израелског министра рада у марту 1974. у краткотрајној 16. влади коју је предводила Голда Меир. Након оставке Голде Меир 1974. постао је пети израелски премијер и први који је рођен у Израелу. У априлу 1977, након серије скандала, био је присиљен да вођство странке препусти Шимону Пересу. Дана 15. марта 1977, новинар Haaretz-а Дан Маргалит открио је да је заједнички рачун у доларима на имена Јицака и Лије Рабин, отворен у банци у Вашингтону, ДЦ током Рабиновог мандата као израелског амбасадора (1968–1973), још увек био отворен, кршећи израелски закон. Према тадашњим израелским валутним прописима, било је незаконито да грађани без претходног одобрења воде рачуне у страним банкама. Рабин је дао оставку 7. априла 1977, након открића новинара Марива С. Исака Мекела да су Рабинови имали два рачуна у Вашингтону, а не један, који је садржавао 10.000 долара, и да их је комисија при Министарству финансија казнила са 150.000 ИЛ. Рабин се повукао са руководства странке и кандидатуре за премијера.
Од 1984. до 1990. Рабин је био министар одбране и делимично је одговоран за политику чврсте руке према Палестинцима у почетку Интифаде. Године 1992. вратио се на чело Лабуриста и након избора постао премијер. Након тајних преговора, 1993. је потписао споразум с дугогодишњим непријатељем Јасером Арафатом, а 1994. добио је Нобелову награду за мир заједно са израелским министром спољних послова Шимоном Пересом и палестинским вођом Јасером Арафатом.
Рабин је значајно реформисао израелску економију, као и систем образовања и здравствене заштите. Његова влада је значајно проширила приватизацију пословања, удаљавајући се од традиционално социјализоване привреде земље. Такође је покренула нове пројекте јавних радова као што су мрежа аутопутева у Израелу и проширење аеродрома Бен Гурион.
На мировном скупу у Тел Авиву 1995, увече 4. новембра, Рабина је убио Јигал Амир, студент права и десничарски екстремиста који се противио потписивању споразума из Осла, а његовом је смрћу блискоисточни мировни процес успорен. У тренутку смрти имао је 73 године.